# 7391 Strouhal
7391 Strouhal è un asteroide della fascia principale. Scoperto nel 1983, presenta un'orbita caratterizzata da un semiasse maggiore pari a 2,6312834 UA e da un'eccentricità di 0,2132779, inclinata di 5,05060° rispetto all'eclittica.